# Ataque del 6 de enero de 2024 al USS Laboon
El 6 de enero de 2023, el USS Laboon, un destructor de clase Arleigh Burke, fue atacado en el sur del Mar Rojo por un vehículo aéreo no tripulado lanzado por fuerzas Hutíes. El USS Laboon derribó el dron suicida aproximadamente a las 9:30 am (hora de Saná) en lo que la Armada de los Estados Unidos describió como “autodefensa”. No se reportaron daños ni heridos por el incidente.